# Sameera Moussa
Sameera Moussa (arab. سميرة موسى; ur. 3 marca 1917 w Prowincji Zachodniej w Egipcie, zm. 5 sierpnia 1952 w Kalifornii) – egipska fizyczka, pierwsza Egipcjanka, która uzyskała doktorat w dziedzinie fizyki nuklearnej. Aktywistka na rzecz pokojowego wykorzystania fizyki nuklearnej.

## Życiorys
W 1939 roku uzyskała stopień B.Sc (licencjat) na Uniwersytecie Kairskim, a następnie podjęła tam pracę. Była pierwszą kobietą na stanowisku nauczycielskim. Doktorat uzyskała w Anglii. Pracowała nad wykorzystaniem energii atomowej w medycynie, mając nadzieję, że z czasem medycyna nuklearna stanie się powszechna, tania i ogólnodostępna "jak aspiryna".
Uzyskała stypendium Fulbrighta na zapoznanie się z najnowszymi odkryciami na Uniwersytecie Kalifornijskim w Berkeley. W czasie pobytu w USA zezwolono jej odwiedzić miejsca związane z amerykańskim programem atomowym. Spowodowało to debaty na temat bezpieczeństwa, bo wcześniej miejsca te były niedostępne dla cudzoziemców.
Otrzymała propozycje pracy w USA i uzyskania amerykańskiego obywatelstwa, ale postanowiła wrócić do Egiptu. Przed wyjazdem z USA zginęła w wypadku samochodowym. Po jej śmierci powstała teoria spiskowa, mówiąca, że jej śmierć była zamachem Mosadu.

## Działalność na rzecz pokojowego wykorzystania atomu
Jej prace położyły podwaliny pod rozszczepienie atomów nieradioaktywnych metali (np. miedzi), co umożliwiłoby budowę taniej bomby atomowej. Chciała jednak, aby badania nad energią jądrową wykorzystywać w celach pokojowych. Zorganizowała i współfinansowała konferencję Atom for Peace, na której naukowcy z wielu krajów wypracowali zalecenia do powołania odpowiedniego komitetu. Sameera Moussa uczestniczyła też w pracach tego komitetu.

## Upamiętnienie
- Sameera Moussa została uhonorowana przez egipską armię w 1953.
- W 1981 prezydent Anwar as-Sadat nadał jej order.
- W szkole w jej rodzinnej wsi nazwano jej imieniem laboratorium.
- Egipska telewizja wyprodukowała serial oparty na jej biografii.
- Jej życie i wkład w naukę zostały opisane w książce[1].